# 竜小太郎
竜 小太郎（りゅう こたろう、本名：石野 太呂字（いしの たろじ）、1974年8月2日 - ）はアイエス所属の俳優、歌手。

## プロフィール
- 東京都出身[1]。特技はタップダンス・ジャズダンスと日本舞踊。身長165cm[1]・体重51kg。
- 4歳の時から日本舞踊を習い[1]、大阪で芸の修業を積んで森河長司郎劇団に入団し同劇団の看板役者となり[1]、子役時代から大衆演劇の舞台で活躍。子役時代は「浪花のチビ玉」と呼ばれて人気を得ていた[1]。成人の際に本名を芸名にしていた時期もあった[1]が、現在は元の芸名に戻している。
- 未婚である[2]。

## 出演作品

### 舞台
- 竜小太郎・舟木一夫公演
- 銭形平次
- 源氏九郎颯爽記
- 水戸黄門
- 新吾十番勝負

### 映画
- 必殺! ブラウン館の怪物たち（1985年）- 山椒玉の小太役

### テレビドラマ
- 機動刑事ジバン 第30話「美少年小太郎一座の怪人」（1989年、テレビ朝日系）- 竜小太郎 役
- 源義経（1991年12月、日本テレビ系・年末時代劇スペシャル）- 平資盛 役
- 信長 KING OF ZIPANGU（1992年1月-12月、NHK 大河ドラマ）- 森蘭丸 役
- 風林火山（1992年12月、日本テレビ系・年末時代劇スペシャル）
- 徳川武芸帳 柳生三代の剣（1993年1月、テレビ東京系・12時間超ワイドドラマ）- 豊臣秀頼 役
- 水戸黄門（TBS系）
  - 第22部（1993年） - 音羽の小弥太 役（レギュラー） ※石野太呂字名義
  - 第25部 第43話「世直し旅は日本晴れ」（1997年10月27日） - 寿千代 役
  - 第32部 第16話「開かずの鍵が解いた謎 - 白河」（2003年12月1日） - 早川染也 役
  - 第43部 第16話「ニセ印籠で村を救え! -館山-」（2011年11月7日） - 義経 役
- 忠臣蔵（1996年10月-12月、フジテレビ系） - 大石主悦 役
- 御家人斬九郎 第3シリーズ 第5話「馬の脚」（1997年、フジテレビ系） - 月形市丸 役
- ワンハート〜この空の下で〜（2003年1月-3月、CBC=TBS系・ドラマ30）
- 風林火山（2007年、NHK大河ドラマ） - 軒猿 役
- 正月時代劇 雪之丞変化（2008年1月3日、NHK）
- ひるドラ パンダが町にやってくる（2008年11月3日〜、MBS） - 本人 役
- 浅草ラスボスおばあちゃん 第5話（2025年8月2日、東海テレビ・フジテレビ） - 近藤次郎 役[3]

## CDシングル
- 「HO-NEまで愛して」（城卓矢の「骨まで愛して」のカバー） 2003年1月22日発売(徳間ジャパン)
- 「姫つばき」 2004年3月3日発売
- 「男女の川」 2005年6月22日発売
- 「裸の月」 2007年8月22日発売
- 「紙芝居」 2008年10月22日発売(ホリデージャパン)
- 「どんでん返し」 2010年4月7日発売
- 「ハイそれまでヨ」 2015年10月14日発売(ユニバーサル・ミュージック)
- 「新宿旅鴉」 2019年8月1日発売(N.ハーモニー合同会社)

## CDアルバム
- 『竜小太郎コレクションⅠ』 2005年1月26日発売